# Flemløse
Flemløse är en tätort i Assens kommun i Region Syddanmark i Danmark. Tätorten har 574 invånare (2024). Den ligger på Fyn, cirka 11 kilometer sydost om Assens.
Flemløse har idag vuxit samman med sin södra grannby, Voldtofte. I Høed nära Voldtofte, som ligger längs vägen mot Ebberup, står det fridlysta moderträdet för äppelsorten Ingrid Marie, nära Høeds gamla skola.
I samma trädgård står också en stor, dendrologiskt intressant, gammal blodbok.